# Paromala simplex
Paromala simplex är en fjärilsart som beskrevs av Paul Dognin 1900. Paromala simplex ingår i släktet Paromala och familjen mätare. Inga underarter finns listade i Catalogue of Life.